# Атлас SLV-3
«Атлас SLV-3» (от англ. Atlas LV-3B) — американская ракета-носитель лёгкого класса, семейства Атлас.